# 北川忠信
北川 忠信（きたがわ ただのぶ、元亀元年（1570年）－寛文元年（1661年））は、安土桃山時代から江戸時代前期にかけての武士。佐渡守、後に土佐守と称する。北川宗知の子。子に北川直光（左京）。父の宗知も平左衛門を称していた。
北川氏は蒲生家譜代の家柄とされ、父は蒲生定秀の代から仕えていた。
本能寺の変直後には蒲生賢秀に従って日野城に籠城する。
蒲生氏郷に従って小田原攻めで戦功を上げて、蒲生家が会津に移封されると7千石を与えられた。その後、葛西大崎一揆や九戸政実の乱の戦功によって3千石が加増される。
蒲生秀行の代に蒲生騒動によって蒲生家が宇都宮に移封されると、蒲生家を去って石田三成に仕えるが、関ヶ原の戦いで三成が滅亡したため、会津に復帰した秀行の元に帰参して5千5百石を与えられた。
蒲生忠郷の代に1千5百石の加増を受け、また嫡男の直光にも別途1千石が与えられる。また、最上氏が改易された時には鶴岡城の受取に当たっている。
しかし、忠郷の急死によって弟の蒲生忠知が相続して、伊予松山藩に転封されると平左衛門はこれに従わずに会津で隠退し、代わりに直光が3千石をもって松山に移り住んだ。ただし、転封直後の家臣の禄高を記した史料には北川土佐守（平左衛門忠信）の名前が記載され、寛永9年（1633年）に作成された史料で初めて北川左京（直光）の名前が登場するため、この間に蒲生家を去った可能性もある。
寛文元年（1661年）に92歳で病死した。